# کفستول
کفستول (انگلیسی: Cafestol) یک مولکول دیترپن موجود در قهوه است.
دانه‌های قهوه عربی دارای ۰٫۴–۰٫۷ درصد مولکول کفستول در وزنشان هستند.
کفستول در بالاترین مقدار در نوشیدنی‌های قهوه که به روش بدون فیلتر شناخته‌ شده‌اند مانند فرنچ پرس یا قهوه ترک یافت می‌شود.
در روش‌های فیلتر دار مانند قهوه کمکس به مقدار کم دیده می‌شوند که قابل چشم پوشی است.
مطالعات نشان می‌دهد که نوشیدن مداوم قهوه کلسترول را در مردان به میزان ۸ درصد و در زنان به میزان ۱۰ درصد افزایش می‌دهد و برای قهوه‌های فیلتردار امکان افزایش کلسترول فقط برای زنان وجود دارد.